# ورا لیشکا
ورا لیشکا (آلمانی: Vera Lischka؛ زادهٔ ۱ مهٔ ۱۹۷۷) شناگر و سیاست‌مدار اهل اتریش است که در سال ۱۹۹۶ مدال طلای شنای قورباغه اروپا را از آن خود کرد.